# 北大樹洞
北大樹洞（ほくだいじゅどう、中国語: 北大树洞、ピンイン：Běidà Shùdòng）は、北京大学青年研究中心によって運営されている大学構内向け匿名交流サイトである。主な利用対象は北京大学の在学生・教職員である。感情表現・情報共有・相互支援を目的とし、北京大学の統一身分認証系統（IAAA）を通じた実名ログインが必要であるが、投稿自体は匿名で行われる。卒業生には閲覧権限が無い。

## 歴史

### P大樹洞（2014年 - 2023年）
北大樹洞の前身は「P大樹洞」であり、Pは「Peking University」の頭文字に由来する。これは2014年に北京大学法学院2012年度学部生の熊典が開発したアプリケーション「PKU Helper」に含まれていた機能の一部である。当初は大学公式ウェブサイトがモバイル端末に最適化されていなかった問題を解決するために設立され、時間割閲覧・学内ネット接続などの基本機能を提供していた。
2014年3月にPKU Helperがリリースされ、その中の「P大樹洞」機能は初日だけで1500以上のダウンロードを記録し、すぐに学内で広まった。
初期版はiOSのみ対応しており、熊典が単独で開発・設計を行った。その後、情報科学技術学院2012年度本科生の陳章が加わり、Android版も開発され、開発体制はチーム協力へと移行した。
2015年6月より、北大網教弁の指導下に入り、内容に対する監督が強化された。2016年には、非公式のHelperおよびP大樹洞が正式に計算センターに移管され、公式性を得るようになった。
2015年8月、「全国大学生計算機設計大会」で一等賞を受賞。同年12月、運営チームは「北大網絡新青年」として表彰された。2016年6月、熊典はHelperの著作権を無償で北京大学へ譲渡し、「校内ネット文化建設星火成果賞」を受賞した。
2017年5月時点で、日間アクティブユーザー数は17000人を超えた。
2019年、情報科学技術学院2018年度本科生の肖元安がウェブ版樹洞を開発し、同年3月からHelper体系に統合された。以後、青年研究中心とHelperチームが共同で監督を行っている。
2020年11月に青年研究中心が全面的に接管。2022年より中央網絡安全と信息化委員会弁公室（国家インターネット情報弁公室）が内容管理を指導。2023年1月7日、「P大樹洞」は終了し、新たな「北大樹洞」が正式に開始された。

### 北大樹洞（2023年 - 現在）
新たな「北大樹洞」は2023年1月7日にスタート。旧プラットフォームに比べ、より厳格な実名認証制度が導入され、在学生および教職員のみが利用可能となった。旧URL（pkuhelper.pku.edu.cn）は同年3月にサービス終了。
2023年1月の報道によれば、運営主体が学生から大学当局へ移行したことにより、青年研究中心は「学生保護」を名目に内容審査を厳格化。大量の敏感情報が削除され、検閲の範囲が広がっている。この対応に対し、一部の学生からは「校側の利益を守るための措置」として反発の声も上がっている。
2025年4月時点で、投稿総数は700万件を超えている。

## 機能及び特徴
北大樹洞は匿名投稿・返信・評価（いいね）・通報等の機能を提供しており、主に感情表現・学業交流・学生生活等の話題を扱う。プラットフォームは階層暗号化方式を採用し、利用者の学籍番号は暗号化された形式でデータベースに保存される。
開発メンバー林海芃の説明によれば、データは「暗号化されたデータベース」と「復号鍵」に分けて管理されており、両者は別々に保管されている。そのため、開発の中核成員であっても、単独で投稿者の身元を特定することは出来ず、合法的な手続きがある場合にのみ復号が可能となる。心理的危機等の極端な状況において、心理中心・青年研究中心・開発チームの協力によってのみ、身元の開示がなされる。
一部の見解では、北大樹洞等の匿名プラットフォームは非対称鍵暗号方式のコメント機構に類似しており、例えば投稿者の公開鍵によってコメントを暗号化することで、本人以外は内容を閲覧できず、匿名性・私密性の確保に寄与しているとされる。
2016年4月、校内ネット上において「PKU Helperデータ流出・偽匿名疑惑」の噂が流れ、学生の間に不安が広がった。当夜、開発チームは緊急会議を開き、徹夜で対応。翌朝未明には「技術版」と「一般版」の二種の説明文を発表し、疑念への説明を行った。該当事件で指摘された安全欠陥は「ホワイトハットハッカー」によって発見されたものであり、悪意ある利用は無かったとされる。その後、プラットフォームはバックエンドの安全構造を再構築した。
一部開発者の回顧によれば、「果たして真に匿名なのか」という議論は常に存在したが、設計上は運営者が直接的に実名情報へアクセスできない構造が保たれており、個人情報保護と校内安全の両立を目指した制度設計とされる。
大学側による管理移行以降、匿名性に関する問題は学生の間で継続的な議論対象となっている。
2024年12月30日、北大樹洞は大規模なシステム更新を実施し、ユーザーによるカスタム遮断語設定・通報管理・投稿グループ分割表示等の機能が追加された。また、《北大樹洞サービス協定》《北大樹洞管理規範》《樹洞イエローページ》等の運営規定文書が同時に発表された。

## 管理体制
北大樹洞は北京大学青年研究中心によって管理されており、《中華人民共和国民法典》《中華人民共和国網絡安全法》等の法律法規に基づき運営されている。加えて、独自の《北大樹洞サービス協定》を策定し、明確な方針の下での内容審査体制が整えられている。利用者は不適切な内容を通報可能であり、管理者が《北大樹洞管理規範》に基づき処理を行う。

## 影響及び評価
北大樹洞は、北京大学学生群において極めて広範な影響力を有しており、未名BBSに続く重要な学内ネットコミュニティとされている。感情共有・情報支援・話題交流の機能を併せ持ち、多くの学生にとって「就寝前の定番アプリ」とされる匿名空間である。
匿名機能によって自由な意見表明が可能となる一方で、内容審査という課題も伴う。運営側は審査体制およびユーザー体験の改善を継続的に進めており、「カラーボール」評価や授業評価統合など、ユーザーインターフェース面での革新も肯定的に受け入れられている。
2019年の高考後、北京大学は河南省における「国家専項計画」枠で合格した貧困家庭出身の受験生を三度合格を取消とし、議論を呼んだ。報道によれば、該当受験生は合格基準を満たしていたが、成績が平均より著しく低かったことを理由に「修学困難」として合格を取消となった。 北大樹洞上では事件に関する投稿が急増し、一部学生からは該当者に対する差別的・中傷的コメントが多数投稿され、社会的な波紋を呼んだ。
2025年、卓球選手でオリンピック金メダリストの王楚欽が、全国大学院入試において首位で北京大学大学院に合格予定となり、北大樹洞で話題となった。 多くの学生が成績の真偽や選抜過程の公正性を疑問視し、一部ネット世論の支持を得た。
2022年7月、北京大学薬学院の学生がP大樹洞において、指導教授・洪森煉による性的嫌がらせを告発。事件は大きな注目を集め、北京大学医学部は調査委員会を設置し、警察と連携して調査を実施した。 この事件により、樹洞プラットフォームが大学内の不正行為の通報・監視機能を有することが再確認された。